# Didier Paget
Didier Paget (1966) è un ex sciatore alpino francese.

## Biografia
Specialista delle prove veloci, Paget debuttò in campo internazionale in occasione dei Mondiali juniores di Sugarloaf 1984, dove vinse la medaglia di bronzo nella discesa libera; nella Coppa Europa 1991 si piazzò 5º nella classifica di supergigante. Non ottenne piazzamenti in Coppa del Mondo né prese parte a rassegne olimpiche o iridate.

## Palmarès

### Mondiali juniores
- 1 medaglia:
  - 1 bronzo (discesa libera a Sugarloaf 1984)